# Oxychora
Oxychora là một chi bướm đêm thuộc họ Geometridae.